# Halictus simplex
{{Bảng phân loại
| name = Halictus simplex
| image =
| image caption =
| regnum = Animalia 
| phylum = Arthropoda 
| classis = Insecta 
| ordo = Hymenoptera
| familia = Halictidae
| subfamilia = Halictinae
| tribus = Halictini
| genus = Halictus
| species = H. simplex
| binomial = Halictus simplex
| binomial_authority = Blüthgen, 1923
| species = H. simplex là một loài Hymenoptera trong họ Halictidae. Loài này được Blüthgen mô tả khoa học năm 1923.